# Sclerurus mexicanus
Sclerurus mexicanus е вид птица от семейство Furnariidae.

## Разпространение
Видът е разпространен в Белиз, Боливия, Бразилия, Венецуела, Гватемала, Гвиана, Еквадор, Колумбия, Коста Рика, Мексико, Никарагуа, Панама, Перу, Салвадор, Суринам, Френска Гвиана и Хондурас.